# Provincia Simbu
Provincia Simbu (numită și provincia Chimbu) este o provincie din Papua Noua Guinee, cu capitala la Kundiawa.